# أنا. (فلم)
أنا - إس إم تاون لايف ورلد تور في ماديسون سكوير جاردن  (بالإنجليزية: .IAM) هو فيلم وثائقي كوري جنوبي 2012 من إنتاج إس إم إنترتينمنت وإخراج تشوي جين يونغ يضم الفيلم سيرة حياة 32 فنان كي-بوب من إس إم تاون وكيف أصبحوا أول فنانين آسيويين يؤدون في قاعة ماديسون سكوير جاردن في نيويورك، أصدر الفيلم رسمياً في 15 مايو 2012 في الولايات المتحدة وأصدر في 21 يونيو 2012 في كوريا الجنوبية.

## طاقم التمثيل
- غانغستا
- بوا
- تي في أكس كيو: يونهو، تشانغمين
- سوبر جونيور: إي تك، يي سونغ، شن دونغ،

سونغ من، أون هيوك، دونغهي، شيون، ريووك، كيوهيون.
- غيرلز جينيريشن: كيم تايون، سوني، تيفاني، هيويون، يوري، سويونغ، يونا، سوهيون، جيسيكا.
- شايني: أونيو، جونغ هيون، كي، مينهو، تاي من
- إف إكس: فيكتوريا، أمبر، لونا، كريستال، سولي.

## تاريخ إصدارالدي في دي
- اليابان: 3 أكتوبر، 2012 [2]
- الولايات المتحدة: 6 نوفمبر، 2012 [3]
- تايوان: 19 أكتوبر، 2012
- هونغ كونغ: 25 سبتمبر، 2012
- كوريا الجنوبية: 27 سبتمبر. 2012
- تايلاند: 6 ديسمبر، 2012

## وصلات خارجية
- مقالات تستعمل روابط فنية بلا صلة مع ويكي بيانات

- الموقع الرسمي
- أنا. على ماي دراما ليست

لا توجد روابط لمواقع التواصل الاجتماعي.